# Zuzana Klusová
Zuzana Klusová (* 28. června 1985 Karviná) je česká politička, mediální konzultantka, sociální pracovnice a spoluzakladatelka spolku S.O.S. Karviná. V letech 2020 až 2024 byla zastupitelkou Moravskoslezského kraje, v letech 2018 až 2022 zastupitelkou města Karviná, členka Pirátů.

## Život
V Karviné absolvovala osmileté gymnázium, vysokoškolský titul získala v oboru mediálních studií, žurnalistiky a sociální politiky a sociální práce na Fakultě sociálních studií Masarykovy univerzity v Brně. Po studiu se vrátila zpět do Karviné, kde pracovala jako koordinátorka, lektorka a metodička evropských projektů v Okresní hospodářské komoře Karviná. Již v té době se angažovala v kampani politického sdružení Naše Karvinsko proti stavbě velkokapacitní spalovny KIC, následně v roce 2012 spoluzaložila spolek S.O.S. Karviná, který bojoval proti rozšiřování těžby uhlí do dalších obydlených oblastí Karviné, což bylo negativně přijato ze strany jejích nadřízených. Zaměstnání z tohoto důvodu opustila a v dalších letech pracovala jako asistentka ředitele v automobilovém průmyslu, mediální konzultantka, vedoucí mediálního odboru Pirátů v Moravskoslezském kraji a v posledních letech jako vedoucí nízkoprahového zařízení pro děti a mládež ve vyloučené lokalitě.

### Činnost v České pirátské straně
V roce 2013 vstoupila do České pirátské strany, se kterou spolupracovala na přípravě kampaně do sněmovních voleb. V roce 2017 začala pracovat jako regionální asistentka poslanců Lukáše Černohorského a Ondřeje Polanského. Od roku 2018 byla zastupitelkou v Karviné, kde kandidovala za místní koalici stran Piráti a Starostové. V roce 2019 byla pirátskou členskou základnou zvolena lídryní do krajských voleb v Moravskoslezském kraji, následující rok se stala první místopředsedkyní Krajského sdružení Moravskoslezského kraje strany a předsedkyní výboru pro životní prostředí.
V krajských volbách v roce 2020 byla z pozice lídryně kandidátky Pirátů zvolena zastupitelkou Moravskoslezského kraje. Ve volbách v roce 2024 obhajoval jako členka Pirátů mandát zastupitelky Moravskoslezského kraje, a to z pozice lídryně kandidátky, ale tentokrát neuspěla. Strana se do krajského zastupitelstva se ziskem 3,85 % hlasů vůbec nedostala.
Ve volbách do Evropského parlamentu v červnu 2024 neúspěšně kandidovala ze 3. místa kandidátky Pirátů. Strana získala pouze jeden mandát, který díky preferenčním hlasům připadl Markétě Gregorové.
Ve sněmovních volbách v roce 2025 kandiduje z 16. místa kandidátní listiny Pirátů ve Moravskoslezském kraji.

## Regionální aktivity
Je spoluzakladatelkou spolku Občané Karviné proti těžbě uhlí pod městem, který byl později přejmenován na S.O.S. Karviná. Jeho cílem je ochrana životního prostředí, přírody, krajiny či veřejného zdraví, dále místních památek a kulturních hodnot, a to primárně před následky těžby uhlí společností OKD. Spolek se dále zasazuje o zvýšení informovanosti obyvatel jak o nadcházejících těžebních aktivitách, tak o jejich občanských právech. V roce 2021 se spolku podařilo odkoupit historickou budovu fryštátského nádraží a zachránit ji před demolicí.
Prosazuje transformaci strukturálně postižených regionů, s čímž se pojí téma vzdělávání, sociálních nerovností, životního prostředí či digitalizace. Je spoluzakladatelkou Platformy pro skutečně spravedlivou transformaci. Dlouhodobě upozorňuje na sociální a ekologické problémy Karvinska, také na nepovedenou privatizaci velkých podniků v Moravskoslezském kraji a kauzu vyvedení 43 000 hornických bytů z OKD, jejichž prodej nadnárodním společnostem negativně ovlivňuje trh s bydlením na Karvinsku. Společně se svými stranickými kolegy požaduje po vládě plán útlumu těžby včetně analýzy jeho dopadů na trh práce. Kriticky se proti této aktivitě vymezuje například poslanec Josef Hájek z hnutí ANO, který o Klusové tvrdí, že "má vztah k horníkům jako pan Okamura k migrantům" a komentuje její aktivity jako snahu "zaříznout" těžbu na karvinských dolech.

### Ohnisko koronaviru na Karvinsku
V roce 2020 se aktivně zapojila do řešení koronavirové krize na Karvinsku, kde se místní doly OKD staly na jaře největším ohniskem viru v zemi. Klusová na konci března zaslala otevřený dopis premiéru republiky a šéfovi ústředního krizového štábu. V něm upozornila, že další chod těžařské OKD může pro Karvinsko a především zaměstnance dolů představovat vážné riziko a vyzvala k omezení provozu společnosti. Premiér na dopis reagoval vyjádřením, že jsou opatření dostatečná. K uzavření Dolu Darkov, kde vzniklo první ohnisko nákazy, došlo nakonec na nátlak veřejnosti, médií i hygieniků až v květnu. Teprve o měsíc později proběhlo požadované plošné testování zaměstnanců karvinských dolů, kdy již bylo 17 procent nakažených nemocí covid-19. Na základě těchto dat přistoupilo OKD k šestitýdennímu přerušení těžby.
Dále upozorňovala na problémy horníků i nefunkčnost chytré karantény, kdy někteří pracovníci dolů čekali na výsledky testů i devět dní. I přesto označil tvrzení, že chytrá karanténa nefunguje, premiér Andrej Babiš za lež a aktivity Klusové za "kampaň do krajských voleb".